# Full Moon o Sagashite
Full Moon o Sagashite (満月をさがして, Mangetsu o Sagashite) is een Japanse mangaserie die werd uitgebracht van 2002 tot en met 2004. Van het verhaal werd later een animeserie gemaakt, die van 2002 tot en met 2003 liep.

## Verhaal
Mitsuki Kouyama (Mitsuki = Volle Maan) heeft op jonge leeftijd haar ouders verloren. In haar school kwam er een geadopteerde jongen bij, Eichi. Zij werd verliefd op hem, en ze beloofden elkaar dat ze hun wensen zouden vervullen. Hij zou astronaut worden en zij zangeres. Maar op een dag werd Eichi door een ander gezin geadopteerd en ging naar Amerika. Als ze elkaar weer zouden zien zouden ze dichter bij hun dromen zijn. Een paar jaar later werd bekend dat Mitsuki keelkanker heeft. Ze heeft een privédokter (= Wakaouji-sensei - de prins van Route L ) die elke dag langs komt.
Haar leven kan gered worden door een operatie, maar die wil ze niet omdat ze haar stem misschien zou verliezen. Op een dag komen er twee shinigami (Takuto en Meroko) langs, die enkel zij kan zien. Ze vertellen haar per ongeluk dat ze nog maar 1 jaar te leven heeft. Geschokt was ze niet, maar had een wens : dat ze auditie kon gaan doen als zangeres. Shinigami mogen echter geen vrienden worden met mensen. Maar toch gaf Takuto een druppel van zijn bloed om haar in een zestienjarige te veranderen. Mitsuki ging zo auditie doen, en werd gekozen. Ze debuteerde als Full moon, met een nummer wat ze zelf had geschreven : Myself.
Later vertelde ze Wakaouji-sensei en Ooshige-san (haar manager) dat ze Full moon is, ofwel Mitsuki. En er komen twee nieuwe shinigami Izumi en Jonathan. Die hebben de opdracht gekregen om Mitsuki's ziel te nemen in plaats van Takuto en Meroko, omdat ze denken dat Takuto het niet zal lukken om Mitsuki's leven te nemen.
Later komt er een vrouw die Mitsuki kent van vroeger toen ze in het weeshuis zat. Die vrouw komt uit Amerika waar Eichi ook is. Ze gaat voor Mitsuki in Amerika op zoek naar hem. Het is haar gelukt mensen te vinden die Eichi kennen. Dan gaan ze naar Amerika waar Takuto gevoelens ontwikkeld voor Mitsuki. Mitsuki ontdekt dat Eichi is gestorven. Ze is heel pessimistisch wat haar dood versnelt. Izumi manipuleert haar en laat haar op de rand van het dak van het ziekenhuis staan en laat haar bijna vallen. Maar wonder boven wonder heeft haar oma haar vast en redt haar. Maar dan wordt ze door Izumi geduwd, en door Takuto gered.
Takuto begint zich dingen te herinneren van zijn leven als mens, wat helemaal niet mag : hij riskeert zo in een geest te veranderen. Hij begint zich van alles te herinneren en begint te vervagen. Ook zijn kracht verdwijnt, waardoor hij Mitsuki niet meer kan veranderen!
Meroko haalt een drankje die zijn herinneringen wegvagen. Voor hij het drinkt, vertelt hij zijn liefde aan Mitsuki.. Mitsuki moet haar laatste optreden doen.. In Amerika is er een professor die een manier gevonden heeft om haar te opereren zonder haar stem te moeten verwijderen. Het lukt Takuto nog steeds niet om Mitsuki te transformeren. Meroko snijdt haar haar af en geeft haar kracht aan Takuto, waardoor hij haar kan transformeren. Maar toch verdwijnt hij.. hij vervaagt. Meroko verdwijnt ook, doordat ze Mitsuki beschermt tegen een zwarte schaduw. Izumi helpt Mitsuki en laat haar in haar 16-jarige vorm blijven.
Meroko en Takuto komen bij een God-achtige vrouw terecht. Omdat Takuto zich dingen heeft herinnerd kan hij geen shinigami worden en zou eigenlijk een geest moeten worden.. Maar hij krijgt nog een kans doordat Meroko haarzelf opoffert om Takuto te redden. Meroko wordt een engel in plaats van een geest vanwege haar goede hart.
Mitsuki laat zich opereren in het ziekenhuis, en het lot is veranderd. Dan is het 6 weken verder en Mitsuki is genezen, maar kan geen shinigami meer zien. Ze heeft geen afscheid kunnen nemen van Takuto en Meroko, waardoor ze heel verdrietig is. Plots vliegt er een pluche konijntje boven haar hoofd. Ze volgt het konijntje van Meroko die haar naar Takuto leidt. Takuto is weer mens geworden, maar kan zich niks meer van zijn tijd als shinigami herinneren. Zo zijn Mitsuki en Takuto herenigd.